# The Avenues (Manama)
The Avenues ist ein Einkaufszentrum am Meer  in Manama, Bahrain. Der Bau begann im September 2014. Das Projekt sollte ursprünglich bis Februar 2017 abgeschlossen sein, jedoch wurde es erst im Oktober offiziell für die Öffentlichkeit zugänglich gemacht.

## Entwicklung
Das Projekt wurde von der King Faisal Corniche Development Company, einem Unternehmen von bahrainischen Investoren in Partnerschaft mit dem Einzelhändler M. H. Alshaya und die in Kuwait ansässige Mabanee Corporation, die Eigentümer von The Avenues in Kuwait, eines der größten Einkaufszentren der Welt, ins Leben gerufen. Die Finanzierung des Projekts erfolgte durch das Finanzhaus Kuweit.
Der Grundstein für die Entwicklung wurde vom stellvertretenden Premierminister von Bahrain Chalid bin Abdullah Al Chalifa im September 2014 gelegt. Im Januar 2016 kündigte das Unternehmen Mabanee unter Berufung auf Designänderungen Verzögerungen des Projekts an.

## Etagen und Verkehr
Aufgrund der Nähe des Geländes zu ikonischen Sehenswürdigkeiten entschieden sich die Entwickler dafür, die vertikale Höhe des Einkaufszentrums auf eine Etage zu beschränken.
Das Einkaufszentrum verfügt auch über einen Wassertaxi-Service, der Passagiere von verschiedenen Stegen rund um Bahrain von und zu dem Zentrum transportiert.